# Diskografie Thin Lizzy
Toto je diskografie irské hard rockové skupiny Thin Lizzy.

## Alba

### Studiová alba
| 1971               | Thin Lizzy                     | —  | —   | —  | —  |                                |
| 1972               | Shades of a Blue Orphanage     | —  | —   | —  | —  |                                |
| 1973               | Vagabonds of the Western World | —  | —   | —  | —  |                                |
| 1974               | Nightlife                      | —  | —   | —  | —  |                                |
| 1975               | Fighting                       | 60 | —   | —  | 49 |                                |
| 1976               | Jailbreak                      | 10 | 18  | —  | 21 | UK: Zlato CAN: Zlato US: Zlato |
| 1976               | Johnny the Fox                 | 11 | 52  | —  | 17 | UK: Zlato                      |
| 1977               | Bad Reputation                 | 4  | 39  | 13 | 9  | UK: Zlato                      |
| 1979               | Black Rose: A Rock Legend      | 2  | 81  | 15 | 8  | UK: Zlato                      |
| 1980               | Chinatown                      | 7  | 120 | 20 | 13 | UK: Stříbro                    |
| 1981               | Renegade                       | 38 | 152 | —  | 24 |                                |
| 1983               | Thunder and Lightning          | 4  | 159 | 10 | 12 | UK: Stříbro                    |
| "—" neumístily se. |                                |    |     |    |    |                                |

### Koncertní alba
| 1978              | Live and Dangerous                                            | 2  | 2  | 27 | 84  | UK: Platinum |
| 1983              | Life                                                          | 29 | 29 | —  | 185 |              |
| 1992              | BBC Radio One Live in Concert                                 | —  | —  | —  | —   |              |
| 1994              | The Peel Sessions                                             | —  | —  | —  | —   |              |
| 1999              | The Boys Are Back in Town: Live in Australia                  | —  | —  | —  | —   |              |
| 2000              | One Night Only                                                | —  | —  | —  | —   |              |
| 2008              | UK Tour '75                                                   | —  | —  | —  | —   |              |
| 2009              | Still Dangerous - Live At The Tower Theatre Philadelphia 1977 | —  | —  | —  | 189 |              |
| 2011              | Live In London 2011 - 22.01.2011 Hammersmith Apollo           | —  | —  | —  | —   |              |
| 2011              | Live In London 2011 - 23.01.2011 Indigo2                      | —  | —  | —  | —   |              |
| 2011              | High Voltage Festival - Recorded Live - July 23rd 2011        | —  | —  | —  | —   |              |
| 2011              | At The BBC                                                    | —  | —  | —  | —   |              |
| "—" neumístily se |                                                               |    |    |    |     |              |

### Kompilace
| Rok                    | Album a detaily                                                                               |
| ---------------------- | --------------------------------------------------------------------------------------------- |
| 1974                   | The Beginning, Vol 12 (Decca - Německo)                                                       |
| 1976                   | Remembering - Part 1 (Decca)                                                                  |
| 1977                   | Rocker (1971–1974) (London - USA)                                                             |
| 1977                   | Greatest Hits (Decca Nova - Německo)                                                          |
| 1979                   | The Continuing Saga of the Ageing Orphans (Decca)                                             |
| 1979                   | Profile (Decca - Německo)                                                                     |
| 1980                   | The Japanese Compilation Album (Vertigo - Japonsko)                                           |
| 1981                   | The Adventures of Thin Lizzy (Vertigo) - (UK #6)                                              |
| 1981                   | Lizzy Killers (Vertigo)                                                                       |
| 1981                   | V.I.P. (Vertigo - Německo)                                                                    |
| 1981                   | Whiskey in the Jar (Decca - Německo)                                                          |
| 1981                   | Rockers (Decca)                                                                               |
| 1982                   | Thin Lizzy - Die Weisse Serie (Decca - Německo)                                               |
| 1982                   | Whiskey in the Jar (Karussell - Německo)                                                      |
| 1983                   | The Boys Are Back in Town (Pickwick - UK/Irsko)                                               |
| 1983                   | The Best of Thin Lizzy (Hins Collection - Indonésie)                                          |
| 1985                   | The Collection (Castle)                                                                       |
| 1986                   | Whiskey in the Jar (Pickwick - UK)                                                            |
| 1987                   | Soldier of Fortune (Telstar - UK)                                                             |
| 1989                   | Lizzy Lives (Grand Slamm - USA)                                                               |
| 1991                   | Dedication: The Very Best of Thin Lizzy (Vertigo) - (UK #8)                                   |
| 1996                   | Wild One: The Very Best of Thin Lizzy (Polygram)                                              |
| 1996, 1998, 2000       | Whiskey in the Jar různé covery                                                               |
| 1998                   | Master Series (Polygram)                                                                      |
| 1999, 2000, 2008, 2009 | Classic Thin Lizzy (Polygram) vyšlo také jako "Colour Collection" (2006) a "Star Club" (2008) |
| 1999, 2000, 2008       | Die Grössten Hits (Universal - Německo)                                                       |
| 2000                   | Millennium Edition (Universal - Německo)                                                      |
| 2000                   | The Boys Are Back in Town (Vertigo - Švédsko) 2CD                                             |
| 2001                   | Vagabonds, Kings, Warriors, Angels (Universal)                                                |
| 2002                   | The Hero and the Madman (Spectrum - UK)                                                       |
| 2003                   | Gold Collection (General - Polsko)                                                            |
| 2003                   | Inside Thin Lizzy 1971–83 (Classic Rock Productions)                                          |
| 2004                   | Classic Rock Masters (Universal - Německo)                                                    |
| 2004                   | Greatest Hits (Universal) -(UK #3) certified Gold by BPI                                      |
| 2006                   | The Definitive Collection (Universal)                                                         |
| 2007                   | The Silver Collection (Universal)                                                             |
| 2010                   | The Boys Are Back in Town (Universal - Dánsko) 2CD                                            |
| 2011                   | Waiting for an Alibi (Spectrum)                                                               |
| 2011                   | Icon (Mercury)                                                                                |

## Singly
| Rok     | Singl                                                        | UK | US | IRL | GER | CAN |
| ------- | ------------------------------------------------------------ | -- | -- | --- | --- | --- |
| 1970    | "The Farmer"                                                 |    |    |     |     |     |
| 1972-73 | "Whiskey in the Jar"                                         | 6  |    | 1   | 7   |     |
| 1973    | "Randolph's Tango"                                           |    |    | 14  |     |     |
| 1973    | "The Rocker"                                                 |    |    | 11  |     |     |
| 1974    | "Little Darling"                                             |    |    |     |     |     |
| 1974    | "Philomena"                                                  |    |    |     |     |     |
| 1975    | "Rosalie"                                                    |    |    |     |     |     |
| 1976    | "The Boys Are Back in Town"                                  | 8  | 12 | 1   |     | 8   |
| 1976    | "Jailbreak"                                                  | 31 |    |     |     |     |
| 1976    | "Cowboy Song"                                                |    | 77 |     |     |     |
| 1976    | "Rocky"                                                      |    |    |     |     |     |
| 1976    | "Don't Believe a Word"                                       | 12 |    | 2   |     |     |
| 1977    | "Dancin' in the Moonlight (It's Caught Me in Its Spotlight)" | 14 |    | 4   |     |     |
| 1978    | "Rosalie/Cowgirl's Song (Medley)"                            | 20 |    | 14  |     |     |
| 1979    | "Waiting for an Alibi"                                       | 9  |    | 6   |     |     |
| 1979    | "Do Anything You Want To"                                    | 14 |    | 25  |     |     |
| 1979    | "Sarah"                                                      | 24 |    | 26  | 5   |     |
| 1980    | "Chinatown"                                                  | 21 |    | 12  |     |     |
| 1980    | "Killer on the Loose"                                        | 10 |    | 5   |     |     |
| 1980    | "Hey You"                                                    |    |    |     |     |     |
| 1981    | "Killers Live" (EP)                                          | 19 |    | 11  |     |     |
| 1981    | "Trouble Boys"                                               | 53 |    | 30  |     |     |
| 1982    | "Hollywood (Down on Your Luck)"                              | 53 |    |     |     |     |
| 1983    | "Cold Sweat"                                                 | 27 |    | 23  |     |     |
| 1983    | "Thunder and Lightning"                                      | 39 |    | 22  |     |     |
| 1983    | "The Sun Goes Down"                                          | 52 |    |     |     |     |
| 1991    | "Dedication"                                                 | 35 |    | 2   |     |     |
| 1991    | "The Boys Are Back in Town" (reedice)                        | 63 |    |     |     |     |